# Кумжа
Ку́мжа (лат. Salmo trutta) — проходная, озёрная или ручьевая рыба из семейства лососёвых (Salmonidae). Озёрная или ручьевая — жилые формы этого лосося называются форелью.

## Этимология
Название «кумжа» (или кемжа) из саамских языков (kuũdža, кильд. саам. куввч), по одной из версий, посредством фин. kumsi и карел. kumša.

## Описание
Обычные размеры взрослых особей кумжи варьируют в зависимости от подвида — до 30—70 см длины и 1—5 кг веса, некоторые подвиды достигают массы 24 кг, а длины до 117 см.
Проходная, озёрная и ручьевая формы легко переходят друг в друга — это очень экологически пластичная рыба; к примеру, ручьевая форма, перевезённая в Новую Зеландию, скатилась в море и превратилась в проходную кумжу.
Проходная форма кумжи входит в реки Европы от Пиренейского полуострова на юге, до Печоры на севере. Встречается и в Белом, Балтийском, Чёрном и Аральском морях. Ручьевая форма распространена очень широко, встречается в горных ручьях Марокко, Алжира, Туниса, Испании, Португалии, Франции, Корсики, Сардинии, Сицилии, Италии, Греции, Турции, в верхнем течении Евфрата и Амударьи. В Америке кумжа акклиматизирована человеком.
Во многие реки рыбы идут практически круглый год, хотя имеются пики весеннего, летнего или осеннего хода. Одна самка вымётывает около 3—4 тысяч икринок, которые после оплодотворения зарывает в грунт. Икра довольно крупная, до 5 мм. Идущая на нерест кумжа продолжает питаться, хотя и менее интенсивно, а после нереста проходные формы возвращаются на отгул в море. Молодь очень похожа на пестряток лосося и проводит в пресной воде от 3 до 7 лет. В море кумжа живёт от одного года до четырёх лет. Объектами питания служат сельдь, корюшка, колюшка, песчанка и различные беспозвоночные. Ценная промысловая рыба. Ручьевая и озёрная формы, как и проходная кумжа, — объекты искусственного разведения. При обильном кормлении можно получать 50 центнеров и более с гектара пруда ежегодно.

## Подвиды
- Salmo trutta aralensis — аральская кумжа
- Salmo trutta caspius — каспийская кумжа
- Salmo trutta fario — ручьевая форель[6]
- Salmo trutta labrax — черноморская кумжа, в бассейнах Чёрного и Азовского морей образует пресноводные формы форели
- Salmo trutta trutta — кумжа (проходная форма), форель (пресноводная форма)[7]
- Salmo trutta ciscaucasicus — предкавказская кумжа, в бассейне Каспийского моря, нерестится в реках западного побережья (кроме Куры), образует пресноводные формы форели[7]
- Salmo trutta ezenami — эйзенамская форель; обитает только в озере Кезенойам (Эйзенам) на границе Чечни и Дагестана[7]